# Nicole Bobek
Nicole Bobek (* 23. August 1977 in Chicago, Illinois) ist eine ehemalige US-amerikanische Eiskunstläuferin, die im Einzellauf startete.
Als Einzelkind wurde Bobek von ihrer tschechischen Mutter Jana und deren Freundin Joyce Barron aufgezogen. Ihre Eltern waren nie verheiratet, sie hat ihren Vater nie getroffen und hat auch nicht die Absicht, dies nachzuholen.
Bobek galt als gute Springerin und charismatische Läuferin, aber auch als undisziplinierte Schülerin und unstete Wettkämpferin. 1995 wurde sie US-Meisterin und gewann ihre einzige bedeutende internationale Medaille mit Bronze bei der Weltmeisterschaft in Birmingham hinter Chen Lu und Surya Bonaly. Ein Jahr zuvor hatte sie als 25. bei der Weltmeisterschaft noch die Teilnahme an der Kür verfehlt. 1997 nahm sie zum dritten und letzten Mal an einer Weltmeisterschaft teil, kam aber nicht über Platz 13 hinaus. Während dieser Weltmeisterschaft in Lausanne starb ihr Trainer, der berühmte Carlo Fassi. Ihre einzigen Olympischen Winterspiele beendete Bobek 1998 in Nagano, geplagt von einer Hüftverletzung, auf dem 17. Platz.
Bobek war berüchtigt für ihre schlechte Disziplin, für das gelegentliche Rauchen von Zigaretten, für das Tragen von viel Schmuck auf dem Eis und für ihre zahlreichen Trainerwechsel. Insgesamt hatte sie elf Trainer in ihrer Amateurkarriere. Während ihres größten Erfolgs 1995 wurde sie von Richard Callaghan trainiert. Nach dem Ende ihrer Amateurkarriere wechselte sie zu den Profis. Bis 2004 lief sie bei der Eisrevue Champions on Ice.
Bobek kam mehrmals mit dem Gesetz in Konflikt. 1994 wurde sie wegen Einbruchs angeklagt und 2009 wegen Drogenhandels. Man warf ihr vor, Mitglied eines Drogenrings zu sein. Am 18. Juni 2010 wurde sie dessen schuldig gesprochen und zu fünf Jahren auf Bewährung verurteilt sowie zu 250 Sozialstunden. Sie gab zu, drogenabhängig gewesen zu sein und möchte nun anderen Drogenabhängigen helfen, von der Sucht loszukommen. Außerdem besucht sie Kurse, um mit Hilfe des General Educational Development Tests einen Schulabschluss zu bekommen. Sie arbeitet momentan in der Palm Beach Skate Zone in Lake Worth, Florida, einem Eisstadion, in dem sie alle denkbaren Arbeiten verrichtet.

## Ergebnisse
| Wettbewerb / Jahr                | 1991 | 1992 | 1993 | 1994 | 1995 | 1996 | 1997 | 1998 |
| -------------------------------- | ---- | ---- | ---- | ---- | ---- | ---- | ---- | ---- |
| Olympische Winterspiele          |      |      |      |      |      |      |      | 17.  |
| Weltmeisterschaften              |      |      |      | 25.  | 3.   |      | 13.  |      |
| US-amerikanische Meisterschaften | 8.   | 7.   | 5.   | 3.   | 1.   | Z    | 3.   | 3.   |

- Z = Zurückgezogen